# Köszönjük, hogy a hazáját szolgálta!
A Köszönjük, hogy a hazáját szolgálta! (eredeti cím: Thank You for Your Service) 2017-ben bemutatott amerikai háborús-drámafilm, melyet Jason Hall írt és rendezett David Finkel 2013-as, azonos című könyve alapján.  A főszerepben Miles Teller, Haley Bennett, Beulah Koale, Amy Schumer és Scott Haze.
A film világpremierje 2017. október 15-én volt a Heartland Filmfesztiválon, az Amerikai Egyesült Államokban pedig 2017. október 27-én mutatta be a Universal Pictures, Magyarországon DVD-n jelent meg szinkronizálva. Általánosságban pozitív értékeléseket kapott a kritikusoktól, és dicsérték az alakításokat (különösen Teller, Bennett és Koale alakításait),
A film a 20 millió dolláros költségvetéssel szemben mindössze 10 millió dolláros bevételt hozott.
Bruce Springsteen a „Freedom Cadence” című dalt egyenesen a zárójelenethez írta. Finkel, a The Washington Post riportere a 16. gyalogezred 2. zászlóaljának veteránjairól írt, akik 2007-ben 15 hónapos iraki bevetés után tértek vissza a kansasi Fort Riley környékére. A film a poszttraumás stressz betegségről szól, és olyan amerikai katonákat mutat be, akik megpróbálnak alkalmazkodni a civil élethez.
Egy lelkileg megtört amerikai katona elhagyja Irakot, és próbálja megtalálni a helyét a korábbi életében, azonban az emlékei tovább gyötrik.

## Cselekmény
Az Irakban eltöltött 15 hónapos, megrázó harci tapasztalat után a sokat kitüntetett Adam Schumann (Miles Teller) hazatér Kansasba szerető feleségéhez, Saskia-hoz (Haley Bennett). Adamnek és Saskia-nak két kisgyermeke van; egy lánya és egy kisfia, akik még akkor születtek meg, amikor Adam még a tengerentúlon volt. Adam poszttraumás stressz-szindrómában szenved, ami miatt rémálmai és gyakori visszaemlékezései vannak; a felesége próbálja meggyőzni, hogy kérjen segítséget a Veteránügyi Minisztériumtól. Adam vigaszt kap két közelben élő iraki bajtársától is, Solo Aeititől (Beulah Koale) és Billy Wallertől (Joe Cole), aki később a menyasszonya (Erin Darke) szeme láttára követ el öngyilkosságot, miután rájött, hogy a nő minden pénzét és közös gyermeküket elvitte, és elhagyta őt.
Adam megoldatlan lelki problémái akörül forognak, amikor nem sikerült biztonságosan kimentenie egy katonatársát, Michael Emory-t (Scott Haze) egy tűz alatt álló épületből, aki a fejére esett és emiatt testfél bénulást szenvedett, de később elmondja, hálás Adamnek, amiért életben maradt. Adam „túlélő bűntudata” van amiatt, hogy hagyta, hogy James Doster törzsőrmester (Brad Beyer) az egyik nap átvegye Adam helyét az őrjáraton. Amikor a Humvee, amelyben aznap Doster helyettesítette Adamet, rossz irányba fordult, és egy improvizált robbanószerkezetnek ütközött. Solo segített a férfiaknak biztonságba menekülni, de Dostert véletlenül hátrahagyta, és ő meghalt a tűzben. Doster gyászoló özvegye, Amanda (Amy Schumer), aki Saskia Schumannal barátkozik, végül lezárja magában a dolgot, amikor a film vége felé megtudja férje halálának körülményeit, és felmenti Adamot és Solót a felelősség alól.
Közben Solo olyan súlyos poszttraumás stressz-szindrómában és emlékezetkiesésben szenved, hogy képtelen teljesíteni azt a lelkes vágyát, hogy újra jelentkezzen egy újabb iraki bevetésre. Egy öbölháborús veterán, Dante (Omar Dorsey) által vezetett drogdíler csoportba keveredik. Adam megmenti barátját, és felrakja egy Greyhound buszra Kaliforniába, ahol Solo elfoglalja Adam számára fenntartott helyét egy PTSD kezelésére szakosodott rehabilitációs központban.
Valamivel később Adam visszatér a rehabilitációs központból, ahol a felesége és a gyerekei fogadják őt eredeti otthonukban.

## Szereplők
- Miles Teller – Adam Schumann törzsőrmester, Saskia férje, egy katona, aki lelkileg megtört emberként hagyja el Irakot.
- Haley Bennett – Saskia Schumann, Adam hűséges és támogató felesége.
- Beulah Koale – Tausolo Aieti specialista, Alea férje, amerikai szamoai katona, aki úgy érzi, hogy a katonaság jobbá tette az életét.
- Joe Cole – Billy Waller közlegény, egy katona, aki válságban hazatérve próbálja megtalálni menyasszonyát és lányukat, akik elhagyták őt.
- Amy Schumer – Amanda Doster, Saskia barátnője és James Doster törzsőrmester felesége.
- Brad Beyer – James Doster törzsőrmester, Amanda férje.
- Keisha Castle-Hughes – Alea, Tausolo Aieti felesége.
- Scott Haze – Michael Emory, egy poszttraumás stressz szindrómában szenvedő katona.
- Omar Dorsey – Dante, egy veterán, aki drogcsempészként tevékenykedik.
- Jayson Warner Smith – VA recepciós
- Sean P Mcgoldrick – Chris Kyle Jr. közlegény
- Erin Darke – Tracey
- David Morse – Fred Gusman
- Jake Weber – Plymouth ezredes
- Kate Lyn Sheil – Bell

## Megjelenés
A film világpremierje 2017. október 15-én volt a Heartland Filmfesztiválon, az Amerikai Egyesült Államokban 2017. október 27-én került a mozikba.
2017. október 20-án az Universal és a DreamWorks bejelentette, hogy a kínai tulajdonú AMC Theatres-el együttműködve több mint 10.000 ingyenes mozijegyet adtak a filmre veterán és szolgálati tagoknak.

## Bevétel
Az Amerikai Egyesült Államokban és Kanadában a Köszönjük, hogy a hazáját szolgálta! a Fűrész – Újra játékban és a Suburbicon – Tiszta udvar, rendes ház mellett került a mozikba, és a nyitóhétvégén 2054 moziban körülbelül 5 millió dollár bevételt hozott. A film 3,7 millió dollárral debütált, és a 6. helyen végzett a kasszasikerlistán, A bátrak után a második egymást követő héten szerepelt Teller egy jól fogadott, de anyagilag alulteljesített életrajzi filmje. A második hétvégén 2,3 millió dollárt hozott, 40%-os visszaeséssel, és a 7. helyen végzett a jegypénztáraknál.

## Fordítás
- Ez a szócikk részben vagy egészben  a   Thank You for Your Service (2017 film) című angol Wikipédia-szócikk fordításán alapul.  Az eredeti cikk szerkesztőit annak laptörténete sorolja fel. Ez a jelzés csupán a megfogalmazás eredetét és a szerzői jogokat jelzi, nem szolgál a cikkben szereplő információk forrásmegjelöléseként.